# Lethe occulta
Lethe occulta är en fjärilsart som beskrevs av John Henry Leech 1890. Lethe occulta ingår i släktet Lethe och familjen praktfjärilar. Inga underarter finns listade i Catalogue of Life.